# Jimmy Daywalt
Jimmy Daywalt (Wabash, Indiana, 28 augustus 1924 – Indianapolis, Indiana, 4 april 1966) was een Amerikaans Formule 1-coureur. Hij reed 6 races; de Indianapolis 500 van 1953 t/m 1957 en 1959. Hij stierf op 41-jarige leeftijd aan kanker.